# Куэнка, Сесар Рене
Сесар Рене Куэнка (исп. César René Cuenca; 18 января 1981; Tres Isletas, Chaco, Аргентина) — аргентинский боксёр-профессионал. Экс-чемпион мира в 1-м полусреднем весе (по версии IBF, 2015).

## Профессиональная карьера
18 июля 2015 года встретился с китайцем Ик Янгом в бою за вакантный титул чемпиона мира в 1-м полусреднем весе по версии IBF. Поединок продлился все 12 раундов. Куэнка победил единогласным решением судей.
4 ноября 2015 года Куэнка в первой защите титула встретился с небитым российским нокаутёром, Эдуардом Трояновским. Трояновский доминировал по ходу боя и выиграл все раунды. В 6-м раунде случился острый эпизод. В сближении Трояновский нанёс короткий удар, а Куэнка пригнувшись, поднялся и опрокинул Эдуарда. Эдуард, падая, толкнул Куэнку, и после падения Куэнка заявил что не может продолжать бой, ссылаясь на травму от падения. Команда Куэнки, рассчитывавшая на дисквалификацию Трояновского или признание боя несостоявшимся, апеллировала на запрещённые удары, но после тщательного анализа победу техническим нокаутом присудили Трояновскому, который стал новым чемпионом мира по версии IBF.